# Austfonna
Der Austfonna (deutsch Ostferner oder Ostgletscher) in Spitzbergen ist mit 8.120 km² (zusammen mit Vegafonna 8.492 km²) der flächenmäßig größte Gletscher Europas und mit 1.900 km³ Volumen (ohne Vegafonna) der Gletscher mit dem zweitgrößten Volumen in Europa (nach dem Vatnajökull, ohne Berücksichtigung der Eiskappe der Nordinsel von Nowaja Semlja, Russland, im äußersten Nordosten Europas).

## Geographie
Der Gletscher liegt auf der Insel Nordostland (norwegisch Nordaustlandet), die die zweitgrößte der Inselgruppe Spitzbergen ist, und gehört somit zu Norwegen. Die Eisdecke ist im Durchschnitt 235 Meter und maximal 560 Meter dick und erreicht eine Höhe von 783 Metern. Der Umfang der Eiskappe beträgt 200 km. Das südliche Drittel des Austfonna wird gelegentlich Sørfonna (Südferner) genannt. Es ist vom Hauptteil des Austfonna durch eine lange, eisgefüllte Depression getrennt und hat eine eigene Kuppe. Sørfonna ist Teil des größeren Palanderisen, des südlichen Teils des Austfonna.
Vegafonna bildet mit dem eigentlichen Austfonna eine zusammenhängende Eisfläche, ist aber eine separate Kuppe im äußersten Südwesten, abgegrenzt durch das Erica Valley. Unmittelbar westlich von Vegafonna, und gemeinhin als Teil desselben angesehen, liegt die Glittne-Eiskappe.
Vestfonna (Westferner) dagegen ist ein separater Gletscher nur einige Kilometer nordwestlich, und mit 2.445 km² der drittgrößte Gletscher Norwegens.